# Pop (album, Tihomir Asanović)
Pop je drugi studijski album Tihomirja Asanovića. Album se je snemal od decembra 1975 do februarja 1976, v studiu Akademik, v Ljubljani. Izšel je istega leta pri založbi Jugoton.

## Seznam skladb
| A stran | A stran                                                                        | A stran |
| Št.     | Naslov                                                                         | Dolžina |
| ------- | ------------------------------------------------------------------------------ | ------- |
| 1.      | „Mali crni brat‟ (Tihomir Pop Asanović/Marija Radović/Tihomir Pop Asanović)    | 3:15    |
| 2.      | „Skakavac‟ (Tihomir Pop Asanović)                                              | 3:25    |
| 3.      | „Plejboj‟ (Tihomir Pop Asanović/Dado Topić/Tihomir Pop Asanović)               | 2:51    |
| 4.      | „Usamljena devojka‟ (Tihomir Pop Asanović)                                     | 3:30    |
| 5.      | „Dodji drugi put‟ (Tihomir Pop Asanović/Zdenka Kovačiček/Tihomir Pop Asanović) | 3:48    |

| B stran | B stran                                                                                  | B stran |
| Št.     | Naslov                                                                                   | Dolžina |
| ------- | ---------------------------------------------------------------------------------------- | ------- |
| 1.      | „Hiljadu žena‟ (Tihomir Pop Asanović/Dado Topić/Tihomir Pop Asanović)                    | 2:08    |
| 2.      | „Ekspres Novi Sad‟ (Tihomir Pop Asanović)                                                | 8:08    |
| 3.      | „O ljudima danas, o ljudima juče‟ (Tihomir Pop Asanović/Dado Topić/Tihomir Pop Asanović) | 2:45    |
| 4.      | „Vremena je malo‟ (Tihomir Pop Asanović)                                                 | 3:30    |

## Zasedba
- Tihomir Pop Asanović – klaviature, vokal
- Janez Bončina – kitara, vokal
- Braco Doblekar – tolkala
- Ratko Divjak – bobni
- Čarli Novak – bas
- Pero Ugrin – trobenta
- Jernej Podboj – saksofon
- Zdenka Kovačiček – vokal